# Faramans (Isère)
Faramans is een gemeente in het Franse departement Isère (regio Auvergne-Rhône-Alpes). De plaats maakt deel uit van het arrondissement Vienne. Faramans telde op 1 januari 2022 1.148 inwoners.

## Geografie
De oppervlakte van Faramans bedroeg op 1 januari 2022 10,79 vierkante kilometer; de bevolkingsdichtheid was toen 106,4 inwoners per km².

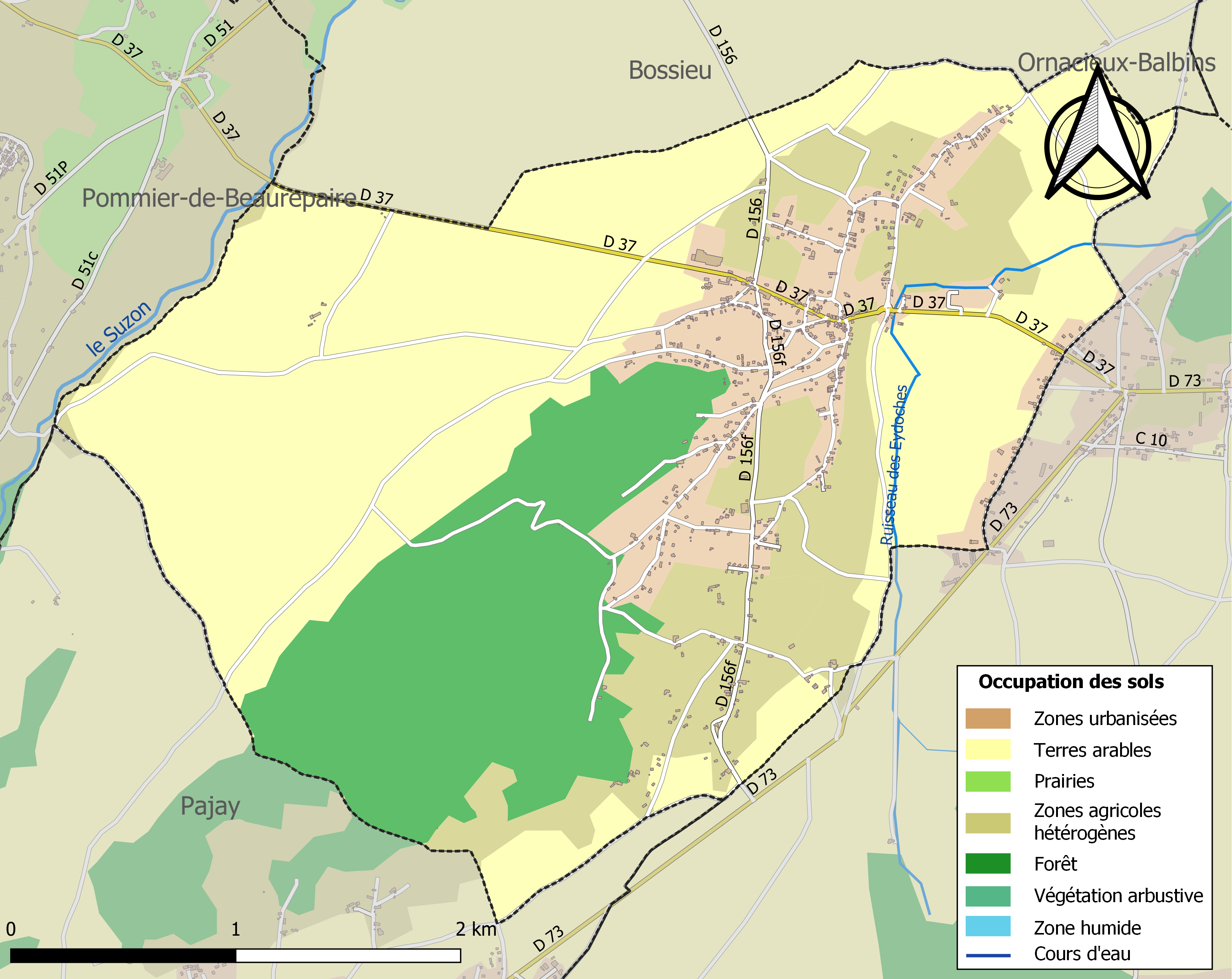
Kaart van de gemeente met de belangrijkste infrastructuur, bodemgebruik en omliggende gemeenten

## Demografie
Onderstaande figuur toont het verloop van het inwonertal (bron: INSEE-tellingen).